# Acàdia

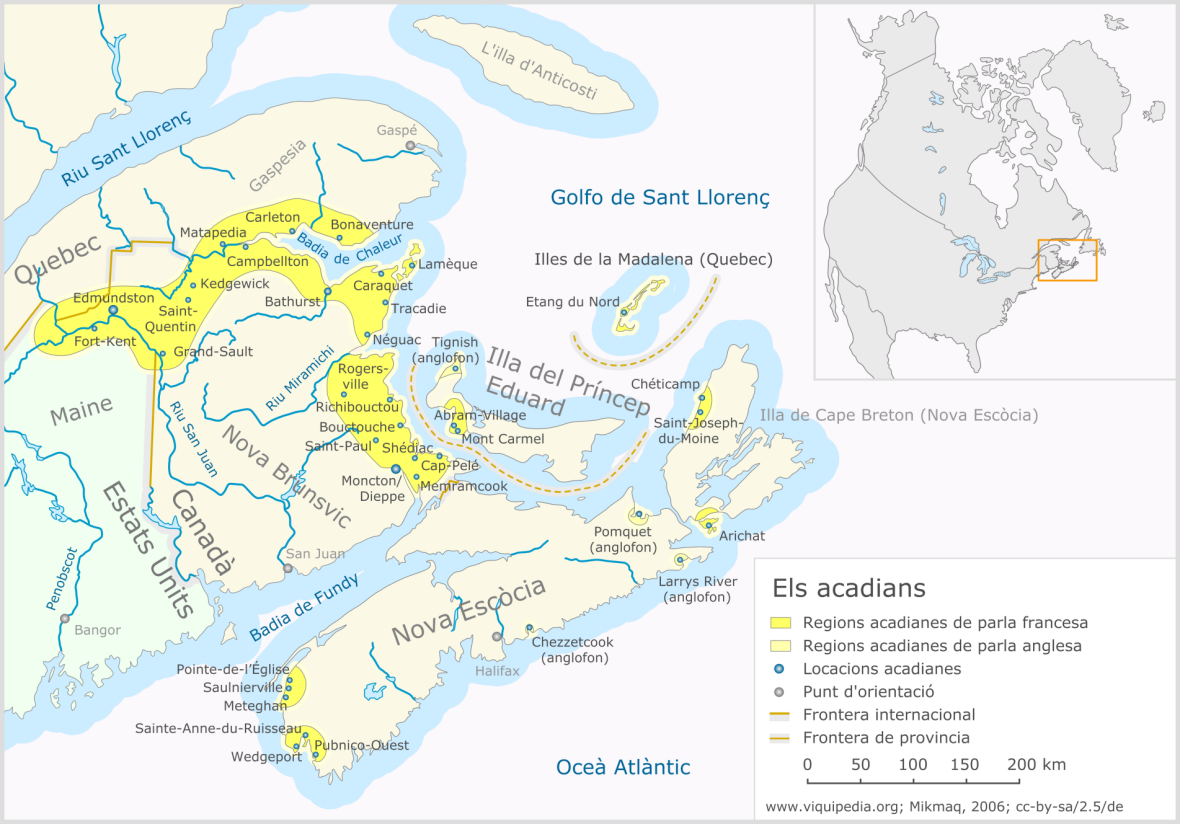
Els Acadians

Acàdia fou una colònia francesa que ocupava el territori que abasta tres províncies marítimes del Canadà i una petita franja de l'estat del Maine als Estats Units. El terme Acàdia reprèn el nom de la mítica Arcàdia. Més endavant, sota la sobirania britànica, l'Acàdia va ser dividida en tres províncies: l'Illa del Príncep Eduard, Nova Escòcia i Nova Brunswick.

## Territori
Actualment les comunitats acadianes francòfones ocupen el següent territori (segons el cens canadenc del 2000):
- A Nova Brunswick, són majoria als comtats de Madawaska (93,9%), Gloucester (83,7%), Kent (74%), Restigouche (63%), i una minoria important a Westmorland (47%), Victoria (42,5%) i Northumberland (27%).
- A Nova Escòcia, són importants al comtat de Digby (32,7%), Richmond (26,7%), Yarmouth (23,1%)
- A l'illa del Príncep Eduard.

## Història

Mapa d'Acàdia de 1610 a 1613, que mostra els dos assentaments i els pobles nadius americans.

Malgrat haver-la visitada l'explorador Jean Cabot el 1497 per compte de la corona d'Anglaterra, Nova Escòcia va ser colonitzada, per primera vegada pels francesos. Aquests, conduïts pel gentilhome calvinista Pierre Dugua de Mons, acompanyat per Samuel de Champlain van establir llur capital a Port Royal el 1605, però la colònia va haver de desplaçar-se cap a Annapolis Royal el 1610.
En el decurs dels anys 1620, el rei Carles I d'Anglaterra va enviar un grup d'escocesos per a fundar-hi una colònia sota el nom de Nova Scotia. Els primers colons europeus del territori, coneguts més tard com acadians, van ser els francesos de la colònia de Nova França, provinents principalment de les regions de Pleumartin i de Poitiers. Els francesos van prendre el control del territori dels nadius mi'kmaqs amb la força militar i cap al 1654, el rei Lluís XIV va designar Nicholas Denys com a governador d'Acàdia, tot concedint-li les terres que havien confiscat als mi'kmaqs i els drets sobre l'explotació dels minerals existents.
L'Acàdia va ser conquerida per colons anglesos al llarg de 1698, però va ser recuperada pels francesos en el decurs de la Guerra de Successió Espanyola i la conquesta va ser confirmada pel Tractat d'Utrecht el 1713. Arran de la signatura de la pau amb França, els anglesos va cedir el territori a França i els escocesos van haver d'abandonar llur missió abans que la colònia pogués consolidar-se.
Fins a l'any 1758, tot i algunes derrotes, els francesos dominaven la Guerra franco-índia però l'estiu i la tardor de 1758 els anglesos van aconseguir donar un cop dur als colons francesos amb la presa de Louisbourg, La pèrdua de Louisbourg i Frontenac va fer que els francesos perdessin els seus queviures i provisions per a la campanya de la vall del riu Ohio i l'abandonament de molts dels seus aliats nadius obligant als francesos a adoptar una postura defensiva centrada al voltant de Quebec i Montreal. La pau es va pactar en el Tractat de París el 10 de febrer de 1763, i va suposar la pèrdua de totes les possessions continentals franceses, ja que també va haver de cedir Louisiana a Espanya en compensació per la pèrdua de Les Florides a mans dels britànics.
Els anglesos van començar a témer que els acadians, als quals s'havia prohibit emigrar cap altres territoris francocanadencs, els poguessin ser deslleials en temps de guerra. Els anglesos els van exigir que els juressin fidelitat i prometessin de participar en el conflicte contra els francesos. Les tensions van anar augmentant i les noves autoritats angleses van multiplicar les vexacions envers la població. Finalment, el 1755, el governador anglès va ordenar destruir 6.000 cases acadianes tot expulsant-ne els habitants. Això va motivar la deportació dels acadians, coneguda sota el nom de grand dérangement (la gran molèstia). Alguns acadians van ser deportats vers les colònies angleses de la costa est d'Amèrica. D'altres van ser empresonats a Anglaterra. Les famílies van ser separades. Molts van morir a causa de les epidèmies o de les privacions durant l'èxode. Només després del Tractat de París (1763) els acadians van poder instal·lar-se a la colònia espanyola de Louisiana, i d'altres van refugiar-se a França, sobretot a Belle-Île-en-Mer.
A partir del 1764, hom va permetre als acadians de tornar a Nova Escòcia, tot prohibint-los instal·lar-se en un mateix indret en grans quantitats, trobant-se obligats de dispersar-se al llarg de la costa, situació que perdura en l'actualitat.
D'altres acadians van cercar refugi a França, particularment a Nantes. Les illes franceses de Saint-Pierre i Miquelon a prop de Terranova van esdevenir un refugi per a nombroses famílies acadianes fins que aquestes van ser expulsades de nou pels britànics el 1778 i el 1793. Hi ha també gent d'ascendència acadiana a l'estat del Maine i al Quebec.
El 15 d'agost del 2004 es va concloure el tercer Congrés mundial acadià, el dia de la festa de l'Assumpció, amb motiu del 400è aniversari de la fundació de l'Acàdia.